# Prismognathus kurosawai
Prismognathus kurosawai es una especie de coleóptero de la familia Lucanidae.

## Distribución geográfica
Habita en Tailandia.